# The Moonspinners
The Moonspinners ist der Titel eines Romans der englischen Autorin Mary Stewart (1916–2014) und handelt auf der Insel Kreta. Das Werk erreichte seit der Erstveröffentlichung 1962 mehrere Neuauflagen und wurde 1964 von den Disney-Studios unter dem gleichnamigen Titel (dt. Der Millionenschatz) verfilmt. Übersetzungen ins Deutsche erschienen unter den Titeln „Nacht ohne Mond“ und „Die Bucht der Delphine“.

## Inhalt
Als die 22-jährige verwaiste Engländerin Nicola Ferris einen Tag zu früh in Kreta ankommt, ahnt sie noch nicht, dass sie mehr als nur einen gewöhnlichen zusätzlichen Urlaubstag hier verbringen wird. Sie will sich kurz vor Ostern mit ihrer Cousine Francis Scorby in dem kleinen Dorf Agios Georgios in den Bergen Kretas treffen. Nicola arbeitet seit mehr als einem Jahr in Athen in der englischen Botschaft als Sekretärin und spricht gut Griechisch.
Auf dem Weg ins Dorf begegnet sie unerwartet einem zornigen und mit einem Messer bewaffneten Insulaner. Sie wird in eine Hütte gezwungen, in der sie auf einen Engländer mit einer Schussverletzung trifft. Mark, so der Name des gut aussehenden Engländers, macht sie glauben, dass sein Bruder Collin und er bei einer Wanderung einen Streit beobachteten in dessen Verlauf ein Mann getötet wurde. Jetzt sei er auf der Flucht vor den Mördern, die Collin entführt hätten. Nicola verspricht darüber zu schweigen und Mark drängt sie, diesen Ort schnell zu verlassen, da dies zu gefährlich für eine Frau sei.
Im weiteren Verlauf entwickelt sich die Handlung weiter zu einer mysteriösen Mordgeschichte um einen Juwelenraub.

## Kritik
The Moonspinners erschien zu Beginn des Popularitätshoch Stewarts in den 1960/70er-Jahren und ist ein Vertreter des „Liebes-Thriller“ (engl.: Romantic Suspense), ein Subgenre an dessen Entstehung Mary Stewart eine Teilhaberschaft zugeschrieben wird.
Das Frauenbild in diesem Roman ist typisch für die 1960er-Jahre: Karry Watson bezeichnet einige Reden der männlichen Charaktere als chauvinistisch. Frauen werden schlecht gemacht („talked down“) und vom Platz gewiesen, sobald Gefahr im Anzug ist.
Der Kitzel der Liebesszenen in ihren späteren Werken fehlt diesem Roman.

## Wissenswertes
Der Titel „The Moonspinners“ ist einer traditionellen kretischen Geschichte über junge Frauen entnommen. Darin lässt das Spinnen der Frauen den Mond auf- und untergehen und in Neu- und Vollmond wechseln.
Der Roman erschien außer in der deutschen Übersetzung auch in Isländisch ("
Mánadísirnar"),
in Spanisch ("Las hilanderas de la luna"),
in Finnisch ("Kuunkerkrääjät : jännitysromaani"),
in Schwedisch ("Månspinnerskorna"),
in Norwegisch ("Natten uden måne"),
in Niederländisch ("Nacht zonder maan") und Französisch ("Les fileuses de lune").